# Battaglione alpini "Val Chisone"
Il Battaglione alpini "Val Chisone" è stato un reparto alpino dell'Esercito Italiano con sede in Fenestrelle, in Val Chisone.

## Storia del Battaglione
Il battaglione è stato fondato nel dicembre 1914 presso Fenestrelle.
Durante la prima guerra mondiale fu coinvolto sul fronte dolomitico, distinguendosi nella guerra di mina del Lagazuoi e per l'occupazione eroica della Cengia Martini.

## Luoghi e battaglie

### 1914
- Alto Cadore (ricognizioni)[1]

### 1915
- Selva di Cadore (24 maggio-4 giugno)
- Sasso di Stria (15-16 giugno)
- F. Col dei Bos, Cima Falzarego (9 luglio-21 agosto)
- Ospizio Falzarego (22-28 luglio)
- Castelletto/Vervei (Riposo) (23 settembre-16 ottobre)
- Castelletto, Piccolo Lagazuoi, Cengia Martini (18-31 ottobre)

### 1916
- Lagazuoi, Tofane (1 gennaio-10 maggio)
- Vervei (11 maggio-29 giugno)
- Guerra di mina del Lagazuoi (9 luglio-31 dicembre)

### 1917
- Cengia Martini (23 maggio)

## Comandanti

### Prima guerra mondiale[2]
- T.Col. Giuseppe Ratti (24 mag 1915 - 9 ago 1915)
- Cap. Umberto Ranieri (10 ago 1915 - 30 ago 1915)
- T.Col. Ettore Martini (31 ago 1915 - 28 giu 1917)
- Magg. Corrado Garbrecht (sconosciuto)
- Cap. Alessandro Beretta (sconosciuto)

## Caduti[2]
- Luigi Berrino, capitano (Piccolo Lagazuoi, 	25 ott 1915)
- Mario Benazzoli, S.Ten. (Cima Falzarego, 	21 ago 1915)